# Main Street Cottage
Das Main Street Cottage ist ein Wohngebäude in der schottischen Stadt Port Charlotte auf der Hebrideninsel Islay. Das Gebäude steht auf der Westseite der Main Street am Südende der Stadt. Das Gebäude war seit 1971 als Teil eines Ensembles in die schottischen Denkmallisten in der Kategorie B aufgenommen. 2006 wurde die Einstufung geändert und das West End Cottage als Einzeldenkmal in der Kategorie C aufgenommen. Mit dem Clark Cottage befindet sich ein weiteres denkmalgeschütztes Wohnhaus etwa 50 m in südlicher Richtung.

## Beschreibung
Das direkt an der Straße gelegene Gebäude stammt aus dem frühen 19. Jahrhundert. Der exakte Bauzeitpunkt ist nicht überliefert. West End Cottage wurde in traditioneller Bauweise auf einer länglichen Grundfläche errichtet. Das Grundstück reicht etwa 50 m in westlicher Richtung und schließt mit einer Mauer an der Parallelstraße ab. Auf das Erdgeschoss setzt sich ein mit Schieferschindeln gedecktes Satteldach auf. Die Fassade ist in der traditionellen Harling-Technik verputzt. Südlich schließt sich an Clark Cottage das denkmalgeschützte Wohnhaus Laggan View an, das zweistöckig gebaut ist und dieses überragt.